# 艾迪巴·夏利斯
艾迪巴·夏利斯（阿迪巴·哈瑞斯，Atiba Harris）简称“夏利斯”或“哈瑞斯”，1985年1月9日生于聖彼得巴斯特爾 ，聖基茨和尼維斯职业足球运动员，现效力于美國職業足球大聯盟球会美國芝華士，他曾代表聖基茨和尼維斯上陣23場射入7球。